# 해찬들
해찬들은 CJ에 흡수합병된 대한민국의 옛 장류제품 제조업체였다. 현재 CJ제일제당의 장류 사업부로 명맥을 유지하고 있으며, 사명은 ‘해가 가득찬 들녘’이라는 뜻을 가지고 있다.

## 역사
6·25 전쟁 당시 황해도에서 월남한 오광선과 오문선 형제에 의해 대전을 기반으로 1973년에 설립되었다, ‘삼원상회’, ‘삼원식품’이라는 사명을 거쳐, 1996년 5월에 해찬들 브랜드가 처음으로 선보였으며 2000년 1월 1일 사명을 해찬들로 바꾸며, 시장 점유율 1위의 전문 장류 업체로 발전하였다.

## CJ그룹으로의 합병
CJ는 2000년 2월 530억원을 들여 해찬들의 지분 50%를 확보하며, 해찬들의 연구, 개발 및 제조 능력과 CJ의 영업력을 합쳐 국내 전통 장류를 세계화하자는 목표로 전략적 제휴를 체결하였다. 해찬들이 CJ가 판매하는 혼합장 브랜드 ‘다담’이 공동경영 보장 의무를 위배한다며 소송을 걸었다. 이후 CJ도 맞소송을 걸며 주주간 다툼이 이어졌으나, 이후 극적 화해를 하면서 CJ 나머지 지분을 완전 인수하였다. 이후 2006년 6월, CJ는 동일한 식품사업을 운영하고 있는 해찬들이 별도 법인으로 운영되는 것은 회사 경영에 이롭지 않다며 합병을 결정하였다.

## 주력 상품
- 태양초 고추장
- 자글자글끓여낸강된장 시리즈
- 해찬들 재래식 된장
- 사계절 쌈장
- 고기 전용 쌈장